# Oregelbunden galax

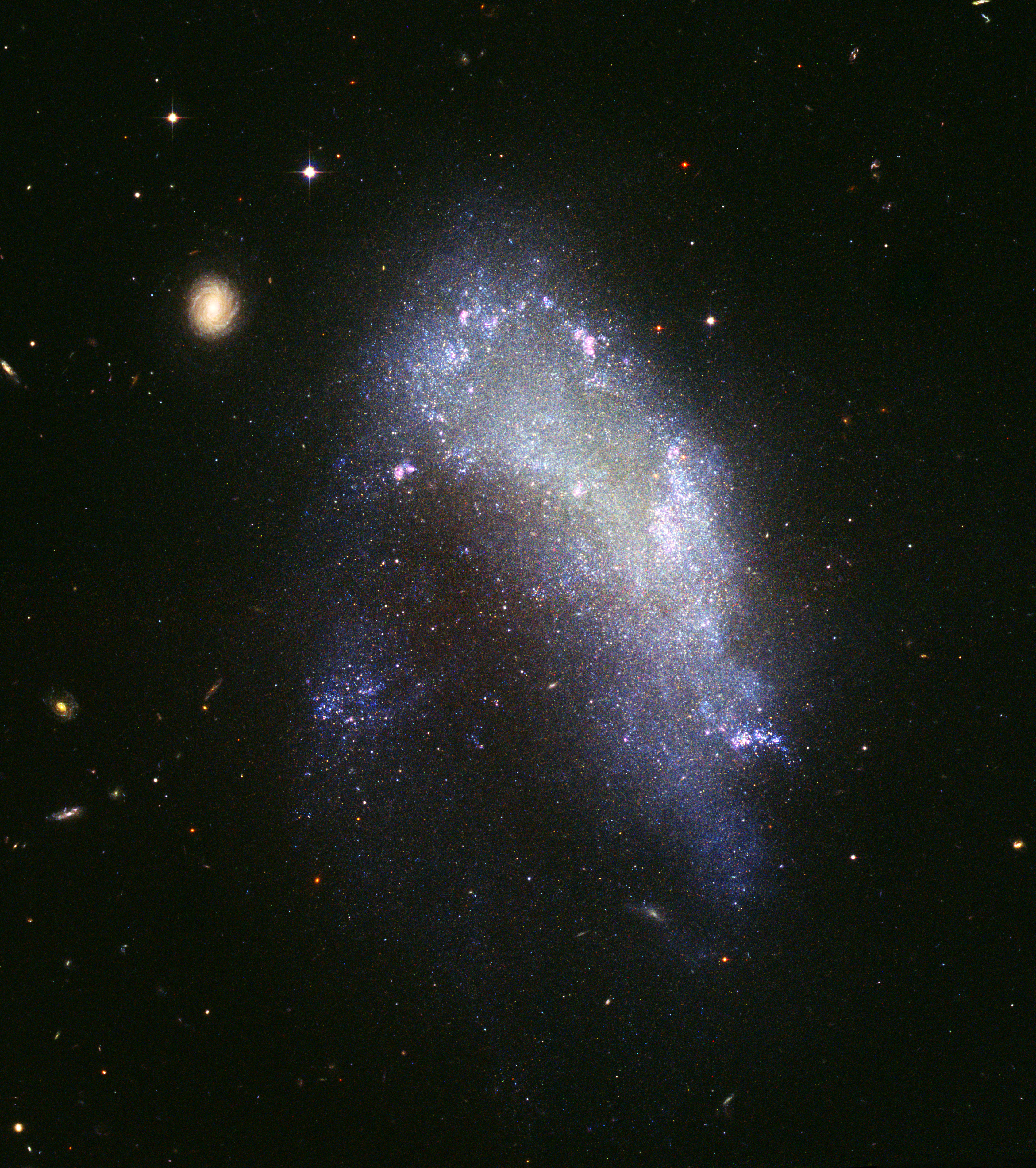
NGC 1427A, ett exempel på en oregelbunden galax.

Oregelbunden galax (alt. irreguljär galax) kallas sådana galaxer som har ett annorlunda utseende och en annorlunda form jämfört med andra, vanligare typer av galaxer. Strukturen hos en oregelbunden galax är varken elliptisk, linsformad eller spiralformad. I Hubbles galaxklassifikation betecknas oregelbundna galaxer med förkortningen Ir.
Ungefär 3 % av alla galaxer som hittills har upptäckts klassificeras som irreguljära. Många irreguljära galaxers form beror på kollisioner eller nära kollisioner med andra galaxer vilket får dem att deformeras.
De är ofta små och har uppstått mellan växelverkan med granngalaxer. Mycket av det man vet om dessa galaxer har man studerat från de Magellanska molnen, som båda traditionellt klassificerats som irreguljära galaxer.
På senare tid har man hittat röntgengalaxer. Dessa galaxer är optiskt oregelbundna och innehåller väldiga mängder stoft och gaser. Man tror att röntgenstrålningen beror på kollisioner i de heta gaserna.

## Magellanska molnen
Magellanska molnen, två satellitgalaxer till Vintergatan, har tidigare klassificerats som oregelbundna, men de har stavstruktur med antydan till spiralarmar, och klassas idag ofta som stavgalaxer.